# Arenga
Arenga Labill.é um género botânico pertencente à família Arecaceae, subfamília Coryphoideae, tribo Caryoteae. Também pode ser chamada de arenguite ou arengula.
As espécies do gênero são nativas das regiões tropicais do sul e sudoeste da Ásia.

## Sinonímia
- Blancoa  Blume
- Didymosperma H. Wendl. & Drude ex Benth. & Hook. f.
- Gomutus Corrêa
- Saguerus Steck

## Espécies
| - Arenga australasica - Arenga brevipes - Arenga caudata - Arenga distincta - Arenga engleri - Arenga hastata - Arenga hookeriana - Arenga listeri - Arenga longicarpa - Arenga longipes - Arenga micrantha - Arenga microcarpa | - Arenga mindorensis - Arenga nana - Arenga obtusifolia - Arenga pinnata - palmeira-do-açúcar - Arenga plicata - Arenga porphyrocarpa - Arenga retroflorescens - Arenga talamauensis - Arenga tremula - Arenga undulatifolia - Arenga westerhoutii - Arenga wightii |